# Sławosz Uznański-Wiśniewski
Sławosz Uznański-Wiśniewski (ur. 12 kwietnia 1984 w Łodzi) – polski inżynier, astronauta Europejskiej Agencji Kosmicznej. Drugi Polak w historii oraz 743. (635. w locie orbitalnym) osoba, która znalazła się w przestrzeni kosmicznej, a także pierwszy Polak, który przebywał na pokładzie Międzynarodowej Stacji Kosmicznej.

## Życiorys

### Młodość i wykształcenie
Pochodzi z Łodzi. Jest synem historyków sztuki Piotra Uznańskiego i Mai Marquardt-Uznańskiej. Absolwent VIII Liceum Ogólnokształcącego im. Adama Asnyka w Łodzi. W 2008 ukończył z wyróżnieniem studia magisterskie na Politechnice Łódzkiej oraz studia magisterskie na Université de Nantes i w tym samym roku otrzymał również dyplom inżynierski na École Polytechnique de l'Université de Nantes. W 2011 roku uzyskał z wyróżnieniem stopień doktora na Université d’Aix-Marseille za pracę dotyczącą konstrukcji odpornych na promieniowanie kosmiczne. Prócz języka ojczystego posługuje się biegle językiem angielskim oraz francuskim.

### Kariera zawodowa
Podczas studiów doktorskich pracował jako inżynier ds. efektów promieniowania w STMicroelectronics w Crolles we Francji, koncentrując się na odpornych na promieniowanie europejskich technologiach cyfrowych CMOS do zastosowań kosmicznych. Od 2014 roku był również wolontariuszem recenzującym wiele komercyjnych projektów satelitarnych, takich jak konstelacja ICEYE, a także polskie misje kosmiczne, takie jak PW-Sat2, HyperSat i EagleEye. W 2019 roku pełnił funkcję eksperta technicznego i ewaluatora w ramach unijnego programu finansowania badań naukowych i innowacji Horizon 2020, dokonując przeglądu i oceny europejskich technologii kosmicznych dla Europejskiej Agencji Wykonawczej ds. Badań Naukowych (REA).
Autor książki na temat efektów promieniowania w układach elektronicznych i współautor ponad 50 artykułów naukowych. Prowadził wykłady dotyczące projektowania systemów kosmicznych na międzynarodowych szkołach inżynierskich i był recenzentem wielu projektów satelitów komercyjnych.

#### CERN
W 2011 roku rozpoczął pracę w Europejskiej Organizacji Badań Jądrowych (CERN) w Genewie w Szwajcarii. Do jego obowiązków należało m.in. prowadzenie kampanii testów radiacyjnych w obiektach testowych ESA w celu kwalifikacji komponentów i systemów elektronicznych do użytku w kosmosie i w akceleratorach. Specjalizował się w projektowaniu elektroniki pracującej w akceleratorach, projektował m.in. system sterowania mocą Wielkiego Zderzacza Hadronów (LHC).
W 2013 roku został mianowany kierownikiem projektu i starszym inżynierem ds. niezawodności systemów elektronicznych. Był odpowiedzialny za stworzenie odpornego na promieniowanie systemu sterowania konwerterem mocy, który od 2017 roku stanowi kluczową część LHC.
W latach 2018–2020 był inżynierem odpowiedzialnym za całodobową pracę i optymalne funkcjonowanie Wielkiego Zderzacza Hadronów.

#### ESA

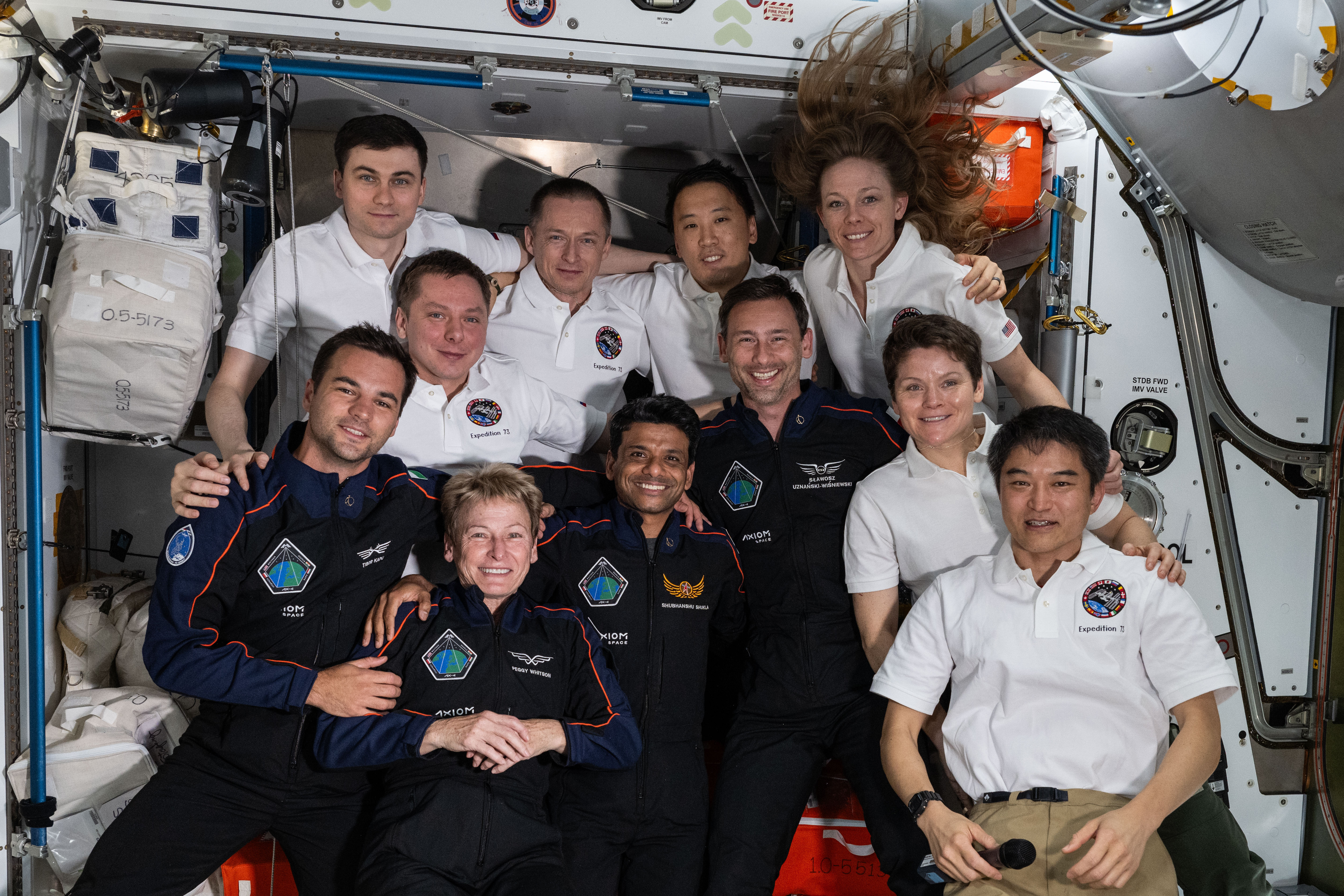
Wspólne zdjęcie załogi Ax‑4 i Ekspedycji 73. W czarnych strojach od lewej: Tibor Kapu, Peggy Whitson, Shubhanshu Shukla i Sławosz Uznański-Wiśniewski

Wziął udział w rekrutacji do Europejskiego Korpusu Astronautów, rozpoczętej przez Europejską Agencję Kosmiczną (ESA) w marcu 2021 roku. Spośród 22,5 tys. osób, w tym 549 z Polski, ESA wybrała 17 astronautów, w tym 11 rezerwistów, którzy w razie potrzeby mogą być powołani do korpusu podstawowego. Uznański znalazł się w tej drugiej grupie.
28 czerwca 2023 roku działające przy premierze Centrum GovTech poinformowało, że Uznański, jako drugi Polak w historii, poleci w kosmos. 1 września 2023 roku dołączył do Europejskiego Korpusu Astronautów jako astronauta projektowy ESA, wtedy też rozpoczęło się jego szkolenie w Europejskim Centrum Astronautów.
5 sierpnia 2024 roku ESA oficjalnie ogłosiła, że Uznański weźmie udział w misji Ax-4 na Międzynarodową Stację Kosmiczną jako specjalista misji. Przeprowadzi on 13 eksperymentów i badań zaprojektowanych przez polskich inżynierów i naukowców w ramach ogłoszonej 2 grudnia 2024 roku polskiej misji technologiczno-naukowej Ignis. Będą dotyczyć m.in. działania zaawansowanych jednostek AI w warunkach niskiej grawitacji, wpływu długotrwałego pobytu w kosmosie na zdrowie psychiczne człowieka, czy też wykorzystania mikroglonów w przyszłych misjach kosmicznych i medycynie kosmicznej.
Start misji Axiom 4 nastąpił 25 czerwca 2025 roku o godzinie 8:31 czasu polskiego. Następnego dnia po pomyślnym zadokowaniu statku kosmicznego Crew Dragon Grace z astronautami na pokładzie, o godzinie 14:23 CEST Sławosz Uznański-Wiśniewski jako pierwszy Polak został przyjęty przez załogę na Międzynarodowej Stacji Kosmicznej. Uznański został drugim, po Mirosławie Hermaszewskim Polakiem oraz 743. (635. w locie orbitalnym) człowiekiem, który znalazł się w przestrzeni kosmicznej.
15 lipca kapsuła Dragon Grace z załogą Ax-4, w tym Sławoszem Uznańskim-Wiśniewskim, wróciła na Ziemię.

## Wyróżnienia
- Jubileuszowy medal na 600-lecie Łodzi – 2023[21]
- ESA Astronaut Wings – 2023[13]
- Universal Astronaut Insignia za lot orbitalny (nr 635) – Stowarzyszenie Uczestników Lotów Kosmicznych (Association of Space Explorers(inne języki))[22]; 2025[23][24].

## Upamiętnienie

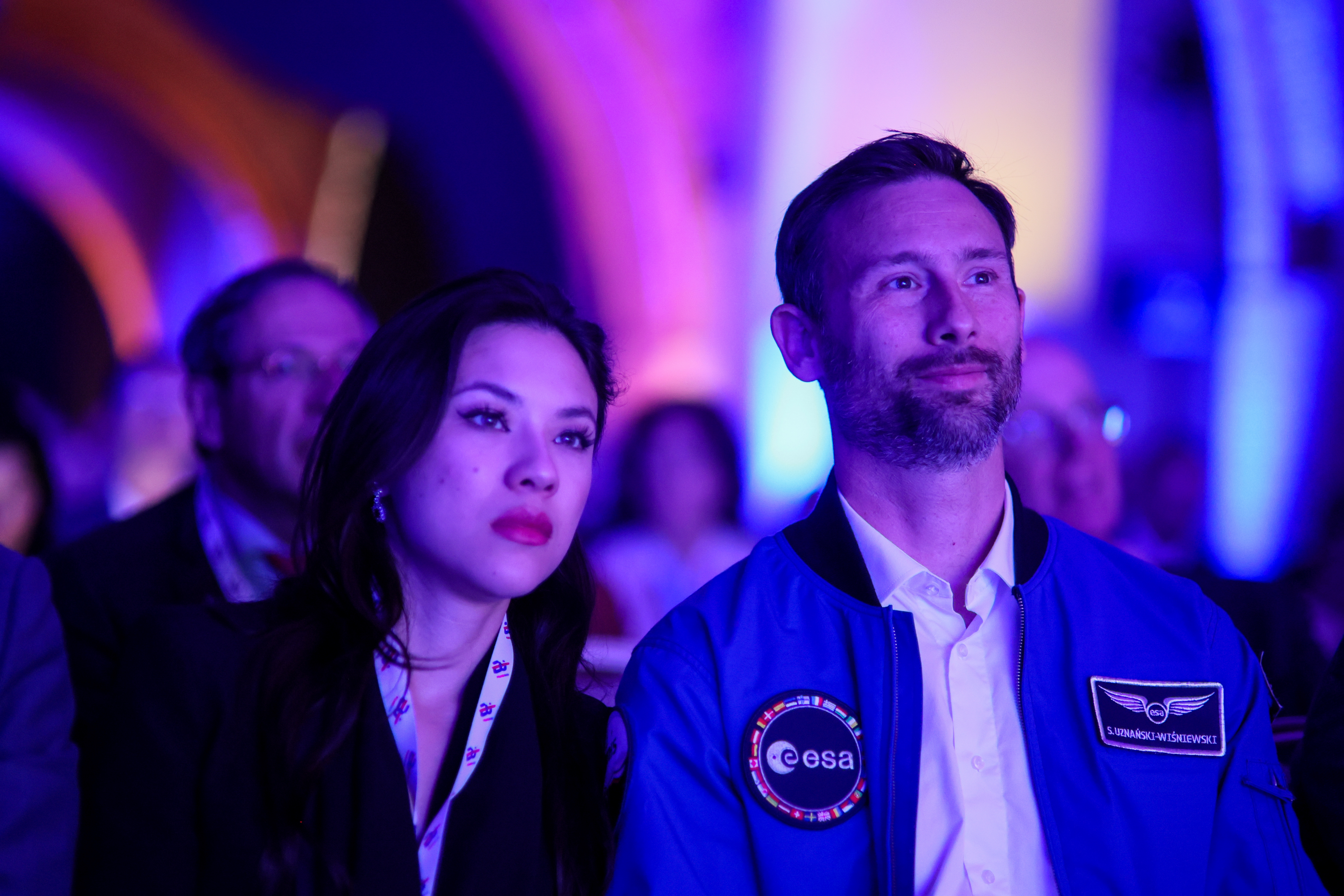
Sławosz Uznański-Wiśniewski z żoną Aleksandrą (2025)

W czerwcu 2025 łódzcy muzycy Marcin Pryt i Grzegorz Fajngold w ramach formacji MASZYNOWA nagrali piosenkę Kosmos dla wszystkich by upamiętnić jego lot.

## Życie prywatne
W 2025 wziął ślub z posłanką na Sejm RP Aleksandrą Wiśniewską i przyjął dwuczłonowe nazwisko.